# Leitchfield (Kentucky)
Leitchfield es una ciudad ubicada en el condado de Grayson en el estado estadounidense de Kentucky. En el Censo de 2010 tenía una población de 6699 habitantes y una densidad poblacional de 237,4 personas por km².

## Geografía
Leitchfield se encuentra ubicada en las coordenadas 37°29′10″N 86°17′3″O / 37.48611, -86.28417. Según la Oficina del Censo de los Estados Unidos, Leitchfield tiene una superficie total de 28.22 km², de la cual 28.11 km² corresponden a tierra firme y (0.38%) 0.11 km² es agua.

## Demografía
Según el censo de 2010, había 6699 personas residiendo en Leitchfield. La densidad de población era de 237,4 hab./km². De los 6699 habitantes, Leitchfield estaba compuesto por el 94.45% blancos, el 3.09% eran afroamericanos, el 0.19% eran amerindios, el 0.76% eran asiáticos, el 0.06% eran isleños del Pacífico, el 0.22% eran de otras razas y el 1.22% pertenecían a dos o más razas. Del total de la población el 1.49% eran hispanos o latinos de cualquier raza.